# Arka Gdynia
El Arka Gdynia es un club deportivo de la ciudad de Gdynia, en Polonia. Su equipo de fútbol milita actualmente en la Ekstraklasa, la primera división del fútbol polaco. Además, Arka Gdynia cuenta con una destacada sección de baloncesto que participa en la Polska Liga Koszykówki, la máxima categoría de baloncesto en Polonia.

## Historia
Fundado en 1929 como Klub Sportowy Gdynia, el equipo adoptó su nombre actual en 1972 tras varios cambios y reorganizaciones. En 1974, Arka Gdynia ascendió por primera vez a la Ekstraklasa, la máxima categoría del fútbol polaco, entonces conocida como I Liga. A pesar de sus esfuerzos, descendieron al término de su primera temporada en la élite debido a la diferencia de goles. Sin embargo, volvieron a ascender la temporada siguiente, superando a su clásico rival, el Lechia Gdańsk.
En 1978, Arka Gdynia alcanzó su mejor posición histórica en la Ekstraklasa, quedando en el séptimo lugar. Un año más tarde, en 1979, el equipo obtuvo su primer gran título al ganar la Copa de Polonia, lo que le otorgó la oportunidad de participar en la Recopa de Europa. En esta competición, el club polaco fue eliminado en la primera ronda por el equipo búlgaro Beroe Stara Zagora con un marcador global de 3-4.
Durante las siguientes décadas, Arka Gdynia alternó entre la segunda y tercera divisiones del fútbol polaco. En 2005, el equipo logró un nuevo ascenso a la Ekstraklasa tras ganar la II Liga. Sin embargo, descendieron de nuevo tras dos temporadas y regresaron en la temporada 2008-09, manteniéndose en la Ekstraklasa hasta 2011.
En 2016, Arka Gdynia consiguió su primer título de la Primera Liga de Polonia, logrando así el ascenso a la Ekstraklasa. La temporada siguiente fue una de las más exitosas de la historia del club: Arka Gdynia ganó su segunda Copa de Polonia al vencer al Lech Poznań 2-1 en la final. Esto les permitió clasificar a la UEFA Europa League, en la que fueron eliminados en la tercera ronda previa por el FC Midtjylland de Dinamarca con un marcador global de 4-4, quedando fuera por la regla de goles de visitante.
En la temporada 2017-18, Arka Gdynia obtuvo la Supercopa de Polonia al vencer al Legia de Varsovia en una tanda de penales (4-3) tras empatar 1-1 en tiempo regular. Al año siguiente, el equipo revalidó su título de la supercopa frente al mismo rival, ganando 3-2. Sin embargo, en la Ekstraklasa, el equipo terminó en posiciones bajas durante varias temporadas: 13.º en 2016-17, 12.º en 2017-18 y 13.º en 2018-19.
En la temporada 2019-20, Arka Gdynia descendió nuevamente a la I Liga, tras finalizar en el 14.º puesto en una temporada en la que el equipo experimentó problemas internos y cambios de entrenador.

## Estadio
El equipo disputa sus encuentros en el Estadio Municipal de Gdynia, conocido en polaco como Stadion GOSiR. Con una capacidad para 15,139 espectadores, el estadio fue renovado en 2011 y es una de las instalaciones deportivas más modernas en la región de Pomerania.

## Palmarés

### Torneos nacionales
- I Liga (1): 2016
- Copa de Polonia (2): 1979, 2017[12]
- Supercopa de Polonia (2): 2017, 2018

### Participaciones internacionales
| Temporada | Competición            | Ronda         | País      | Equipo                    | Resultado |
| --------- | ---------------------- | ------------- | --------- | ------------------------- | --------- |
| 1979/80   | Recopa de Europa       | Primera Ronda | Bulgaria  | PFC Beroe Stara Zagora    | 3-2, 0-2  |
| 2017/18   | Liga Europa de la UEFA | Tercera Ronda | Dinamarca | Football Club Midtjylland | 3-2, 1-2  |